# Claudia Blasberg
Claudia Blasberg est une rameuse allemande née le 14 février 1974 à Dresde. 

## Biographie
Claudia Blasberg participe à l'épreuve de deux de couple poids légers aux Jeux olympiques d'été de 2000 à Sydney et remporte la médaille d'argent en compagnie de Valerie Viehoff. Lors des Jeux olympiques d'été de 2004 à Athènes, elle est engagée dans la même épreuve et est à nouveau vice-championne olympique, avec cette fois-ci comme partenaire Daniela Reimer.

## Palmarès

### Jeux olympiques
- 2004 à Athènes,  Grèce
  -  Médaille d'argent en deux de couple poids légers
- 2000 à Sydney,  Australie
  -  Médaille d'argent en deux de couple poids légers

### Championnats du monde
- 2003 à Milan,  Italie
  -  Médaille d'or en deux de couple poids légers
- 2002 à Séville,  Espagne
  -  Médaille d'argent en deux de couple poids légers
- 2001 à Lucerne,  Suisse
  -  Médaille d'or en deux de couple poids légers
- 1998 à Cologne,  Allemagne
  -  Médaille d'argent en deux de couple poids légers